# Economia da Nova Zelândia
A Nova Zelândia evoluiu nos últimos anos de uma economia agrária dependente principalmente do mercado britânico para uma economia de mercado moderna, com importante componente industrial e capaz de competir globalmente. Sua dinâmica economia resulta num expressivo Produto Interno Bruto e principalmente num elevado PIB per capita (US$ 28.000 dólares americanos em 2010). Suas principais atividades econômicas são a agricultura, a horticultura, a pesca e a silvicultura. Este país possui ainda substanciais indústrias transformadoras, turismo e serviços. É importante destacar as indústrias pesadas, de alumínio e siderurgia concentradas respetivamente nas regiões sul e norte. A moeda oficial do país é o dólar neozelandês.
A Nova Zelândia faz parte do tratado internacional chamado APEC (Asia-Pacific Economic Cooperation), um bloco econômico que tem por objetivo transformar o Pacífico numa área de livre comércio e que engloba economias asiáticas, americanas e da Oceania.

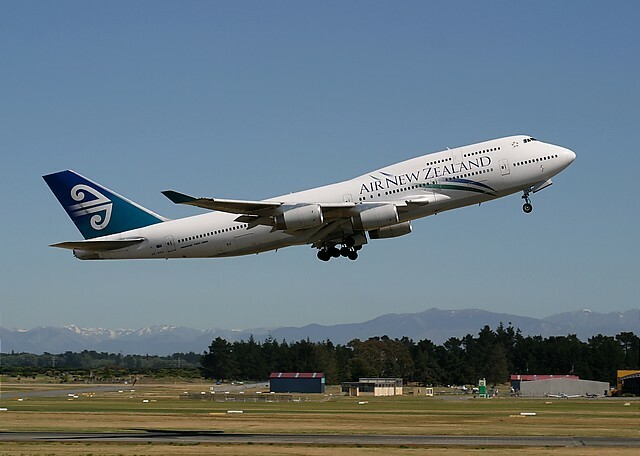
Boeing 747-400 da Air New Zealand

O país é o 25.º na lista ordenada de competitividade do Fórum Econômico Mundial.

## Comércio exterior
Em 2020, o país foi o 56.º maior exportador do mundo (US $ 38,1 bilhões em mercadorias, 0,2% do total mundial). Na soma de bens e serviços exportados, chega a US $ 57,1 bilhões e fica em 51.º lugar mundial. Já nas importações, em 2020, foi o 57.º maior importador do mundo: US $ 37,1 bilhões.

## Setor primário

### Agricultura
A Nova Zelândia produziu, em 2018, 414 mil toneladas de kiwi (foi o 3.º maior produtor do mundo). Além disso, no mesmo ano, produziu 511 mil toneladas de batata,  453 mil toneladas de maçã, 426 mil toneladas de uva, 379 mil toneladas de cevada, 371 mil toneladas de trigo, 265 mil toneladas de milho, 246 mil toneladas de cebola, além de produções menores de outros produtos agrícolas, como abóbora, tomate e cenoura.

### Pecuária
A Nova Zelândia produziu, em 2019,  21,8 bilhões de litros de leite de vaca (8.º maior produtor do mundo), 683 mil toneladas de carne bovina (20.º maior produtor do mundo), 449 mil toneladas de carne de cordeiro (3.º maior produtor do mundo), 238 mil toneladas de carne de frango, 23 mil toneladas de mel (17.º maior produtor do mundo), entre outros.

## Setor secundário

### Indústria
O Banco Mundial lista os principais países produtores a cada ano, com base no valor total da produção. Pela lista de 2019, a Nova Zelândia tinha a 53.ª indústria mais valiosa do mundo (US $ 21,0 bilhões).
Em 2019, a Nova Zelândia não produzia veículos e não estava entre os 40 maiores produtores do mundo de aço. Em 2018, foi o 2.º maior produtor mundial de manteiga  e em 2019, foi o 3.º maior produtor mundial de lã. Em 2018, foi o 16.º maior produtor do mundo de vinho.

### Energia
Nas energias não-renováveis, em 2020, o país era o 65.º maior produtor de petróleo do mundo, extraindo 18,5 mil barris/dia. Em 2011, o país consumia 148 mil barris/dia (65.º maior consumidor do mundo) . O país foi o 47.º maior importador de petróleo do mundo em 2013 (101 mil barris/dia). Em 2015, a Nova Zelândia era o 50.º maior produtor mundial de gás natural, 4,9 bilhões de m³ ao ano. Em 2019 o país era o 59.º maior consumidor de gás (4,8 bilhões de m³ ao ano). Na produção de carvão, o país foi o 36.º maior do mundo em 2018: 2,9 milhões de toneladas.
Nas energias renováveis, em 2020, a Nova Zelândia era o 40.º maior produtor de energia eólica do mundo, com 0,7 GW de potência instalada, e o 72.º maior produtor de energia solar do mundo, com 0,1 GW de potência instalada.

## Setor terciário

### Turismo
Em 2018, a Nova Zelândia recebeu 3,6 milhões de turistas internacionais. As receitas do turismo, neste ano, foram de US $ 11,0 bilhões.